# Боровков, Александр Дмитриевич
Алекса́ндр Дми́триевич Боровко́в (1788—1856) — русский государственный деятель; в 1825—1826 — секретарь Следственного комитета по делу декабристов, составитель «Алфавита Боровкова». Сенатор, писатель

, поэт, переводчик и мемуарист.

## Биография
Выходец из венёвского купечества. Родился 10 (21) июня 1788 года в семье купца, женатого на дворянке; его дед — сенатор H. E. Мясоедов. Учился в Московской университетской гимназии; год поступления неизвестен, однако по воспоминаниям самого Боровкова, уже в 1801 году он состоял в числе её воспитанников. Затем учился в Императорском Московском университете (1805—1808).
После окончания университета состоял на государственной службе в VI-м департаменте московского отделения Сената. Одновременно, давал частные уроки (среди учеников был А. А. Дельвиг).
В 1811 году переехал в Петербург и поступил в хозяйственный департамент министерства полиции; но в декабре того же года перешёл в департамент горных и соляных дел, где за 10 лет дослужился до производства в обер-гиттенфервалтеры. В 1822 году был назначен начальником четвёртого отделения комиссариатского департамента. Не оставлял литературных занятий.
В 1816 году стал членом Общества распространения ланкастерского обучения.
Масон, был посвящён в масонство в 1818 году в ложе «Избранного Михаила», которой руководили Ф. П. Толстой и Ф. Н. Глинка. В 1821—1822 годах был секретарём этой ложи, в 1822 году исполнял обязанности оратора и мастера стула ложи.
При учреждении Следственной комиссии для изысканий о злоумышленных обществах 17 декабря 1825 года был назначен Николаем I на должность правителя дел (секретаря) комиссии. Активно участвовал в следствии, в том числе выступал за оправдание М. С. Лунина, что не было поддержано.

Мнение своё о Лунине высшая власть выразила, отнеся его к очень высокому второму, «каторжному» разряду. Так не сумел Александр Боровков помочь Михаилу Лунину. В других случаях — получалось. Сам Боровков считал, что немного смягчил участь по крайней мере десяти декабристов.

Всю чёрную работу Боровков и его люди вынесли на себе и тем сразу приобрели в комитете вес куда больший, чем это полагалось по их чинам. Генерал-адъютанты совершенно бессильны без сопоставлений, анализов и планов ведения каждого дела, которые каждый вечер им подкладывает Боровков.— Н. Я. Эйдельман «Твой XIX век»
Кроме этого с 17 марта 1826 года Боровков стал также управляющим канцелярией военного министра.
В 1826 году был произведён в статские советники. После передачи дел в суд летом 1826 года по заданию Николая I обработал архивы следствия в т. н. «Алфавит Боровкова» — первый биографический словарь декабристов. Всего в «Алфавит» включено 579 человек, в том числе: 121 человек — осуждены судом; 57 — наказаны во внесудебном порядке; 290 человек — подследственные, признанные невиновными, а также «прикосновенные» лица, вовсе не привлекавшиеся к следствию; остальные — вымышленные имена, упомянутые в показаниях подследственных. 
В 1826 году он получил должность помощника статс-секретаря Государственного совета, где дослужился до звания статс-секретаря по военному департаменту.
В 1833 году он был назначен председателем Комитета Высочайше учрежденного для определения точных правил при составлении справочных и среднеуставительных цен, а в 1835 году — председателем Высочайше учрежденного комитета при военном министерстве для поверки свода военных постановлений; «Свод военных постановлений» был составлен «при главном и даже едва ли не единственном участии Боровкова».
В 1840 году он был назначен членом консультации при министерстве юстиции, а 30 декабря того же года стал сенатором, получив чин тайного советника.
В 1846 году был уволен с государственной службы по обвинению в растрате Компании громоздких движимостей, в которой он был совещательным директором. Хотя на суде и выяснилась полная его невиновность, но сенаторское звание ему не было возвращено.
Умер 21 ноября (3 декабря) 1856 года. Похоронен в семейном склепе в селе Добром при Добросельской церкви в Новгородском уезде.

## Награды
- Орден Святой Анны 2-й степени (12 апреля 1824)[2] с алмазными украшениями[3] (25 января 1829)[2]
- Орден Святого Владимира 3-й степени[3] (8 января 1831)[4]
- Орден Святого Станислава 1-й степени[3] (31 декабря 1836)[5]
- Орден Святой Анны 1-й степени (30 января 1846)[6]
- Знак отличия за XXX лет беспорочной службы[3]

## Семья
Имел пятерых детей, из них Николай Александрович (1834—1905) достиг звания генерал-лейтенанта. Последним известным прямым потомком А. Д. Боровкова был праправнук Леонид Александрович Лихачёв (1903—1944), бабушкой которого была Ольга Михайловна Боровкова (1863—1928).

## Литературная деятельность
Ещё в годы учёбы по договору с З. А. Буринским переводил части романов; в студенческом издании «Весенний цветок» (1807. — № 1) были напечатаны его стихотворение «Сила любви» и нравоучительные этюды в прозе, в числе которых было «Состояние золотого и нынешнего века». В 1807 году он перевёл Начертание российской истории Вегелина.
После окончания университета напечатал несколько стихотворений в журналах «Московский вестник» (1809. — № 20, 25), «Улей» (1811. — Ч. II. — № 9), «Друг юношества» (1811. — № 2; здесь же прозаические переводы: 1809. — № 3, 6; 1810. — № 4), а также сентиментальную повесть «Гервей и Амалия» («Аглая». — 1809. — № 11-12).
В январе 1816 года вместе с университетским другом А. А. Никитиным (а также Ф. Н. Глинкой и П. И. Кеппеном) создал литературное общество, получившее официальное наименование Вольное общество любителей российской словесности (ВОЛРС).
В 1818 году стал первым редактором журнала этого общества «Соревнователь просвещения и благотворения», в котором поместил несколько своих произведений: «Различие между дружбою и любовью» (1818. — Ч. 1. — № 1), рассказ «Брак по рассудку» (1818. — Ч. 1. — № 3), баллада «Сетования Ельвиры. Подражание <Дж.> Гею» (1818. — Ч. 1. — № 2) и этнографический очерк «Поездка на Илецкую защиту» (1819. — Ч. V. — № 1; отд. изд. — СПб., 1819); а также переводы с французского языка: «О Германии» (1810), «О философии» (1818. — Ч. 3. — № 7), «О философии французов» (1820. — Ч. 11. — № 8), «О знатнейших философах, бывших прежде и после Канта» (1824. — Ч. 27. — № 9) и др. — эти переводы, «отмеченные чистотою и ясностью слога, можно рассматривать как попытку выработки в рус<ской> лит-ре филос<офского> языка».
Служебные занятия надолго прервали его литературную деятельность, и лишь в конце 1830-х годов он принялся за составление «Очерков моей жизни», которые появились в печати под наименованием «Автобиографические записки» (с купюрами и неоговоренными вставками) только в конце 1898 года, в Русской старине (№ 9, 10, 11 и 12).